# İrem Yaman
İrem Yaman (4 agosto 1995) è una taekwondoka turca.

## Palmarès
- Mondiali

Muju 2017: oro nei 62 kg.
Manchester 2019: oro nei 62 kg.
- Europei

Montreux 2016: oro nei 62 kg.
Kazan' 2018: oro nei 62 kg.
Sofia 2021: bronzo nei 62 kg.
- Giochi del Mediterraneo

Tarragona 2018: oro nei 57 kg.
- Universiadi

Gwangju 2015: argento nei 62 kg.
Taipei 2017: oro nei 62 kg.
Napoli 2019: oro nei 62 kg.